# Raja Rao
Raja Rao (* 8. November 1908 in Hassan, Mysore, Indien; † 8. Juli 2006 in Austin, Texas) war ein indischer Romanschriftsteller.

## Leben
Raja Rao wurde in eine Brahmanenfamilie geboren. Nach erfolgreichem Studium am Nizam’s College in Hyderabad und der islamischen Universität ging er 1929 nach Frankreich, wo er in Montpellier und an der Sorbonne studierte. 1939 kehrte er nach Indien zurück. Nach 1948 lebte er wechselweise in Indien, Europa und den USA. Von 1966 bis 1980 lehrte er an der Universität von Austin, Texas, indische Philosophie und Buddhismus.
Rao gilt zusammen mit Mulk Raj Anand und R. K. Narayan als Begründer der englischsprachigen Romanliteratur in Indien. In seinem ersten Roman Kanthapura von 1938 stellte er den Unabhängigkeitskampf gegen die Briten aus der Perspektive eines südindischen Dorfes dar. Sein letztes Werk war eine Biografie über Mahatma Gandhi; es erschien 1998 unter dem Titel Great Indian Way.

## Werke
- Kanthapura, 1938
  - Deutsche Ausgabe: Kanthapura. Roman. Übersetzt von Ulrich Blumenbach. Dörlemann Verlag, Zürich 2003, ISBN 978-3-908777-02-1
- The Serpent and the Rope, 1960
- The Cat and Shakespeare : A Tale of India, 1965
- Comrade Kirilov, 1976
- The Policeman and the Rose: Stories, 1978
- The Chessmaster and His Moves, 1988, ISBN 81-7094-021-4
- On the Ganga Ghat, 1989, ISBN 81-7094-050-8
- The Great Indian Way: A Life of Mahatma Gandhi, 1998, ISBN 81-7094-308-6

## Auszeichnungen
- 1969: Padma Bhushan
- 1988: Neustadt International Prize for Literature
- 2007: Padma Vibhushan (Posthum).